# Болеслав Древек
Болеслав Древек (пол. Bolesław Drewek, 26 листопада 1903 — 11 листопада 1972) — польський академічний веслувальник.
Бронзовий призер Олімпійських Ігор 1928 року в складі розпашної четвірки зі стерновим.